# Annweiler am Trifels
Annweiler am Trifels ( audio (ajutor·info)) este un oraș în districtul Südliche Weinstraße, în Rheinland-Pfalz, Germania. Annweiler am Trifels este un recunoscut la nivel național, ca stațiune de sănătate.

## Așezare geografică
Annweiler este situat în sudul regiunii împădurite Pfälzerwald, partea germană din Wasgau, în apropierea frontierei de est. Orașul este traversat de la vest la est de râul Queich, un afluent de stânga al Rinului. Pe trei munți, în partea de sud a orașului se află cetățile  Trifels, Anebos și Münz, ultimele două, deja la limita cu Leinsweiler. Localitatea are, de asemenea, o pădure-enclavă de 14,71 km² în nord-vest cu Forsthaus Annweiler.

## Istoric
Annweiler este menționat prima dată în anul 1086. A fost fondat, ca și alte localități cu sufixul -weiler, probabil, în secolul al VII lea sau al VIII lea. Annweiler a fost numit probabil după un franc, numit Anno sau Arno.
În anii 1125/1298 au fost păstrate la castelul Trifels, Însemnele imperiale, inclusiv Coroana Sfântului Imperiu Roman. În 1193, eventual, până la 1194, regele englez Richard Inimă de Leu a fost ținut ca prizonier la Trifels.
În 1219 i se conferă de regele Frederic al II-lea, „Privilegiu de oraș”. În secolul al XVIII lea, Annweiler, a fost cel mai mic dintre toate orașele imperiale libere.

## Cultură

### Obiective turistice
Un obiectiv turistic al orașului Annweiler este centrul istoric, precum și cetatea „Reichsburg Trifels”, care este situată deasupra orașului.  „Museum unterm Trifels” este un muzeu format din trei case cu structura de lemn, „Fachwerkhaus”, care prezintă istoria orașului, a castelului și tăbăcitul din Annweilerer, care a marcat orașul economic în secolul al XVI lea și al XVII lea. La 493 m înălțime, pe Sonnenberg este muzeul ruinei castelului Trifels, în centrul orașului, biserica protestantă, simbol al fostului oraș imperial.

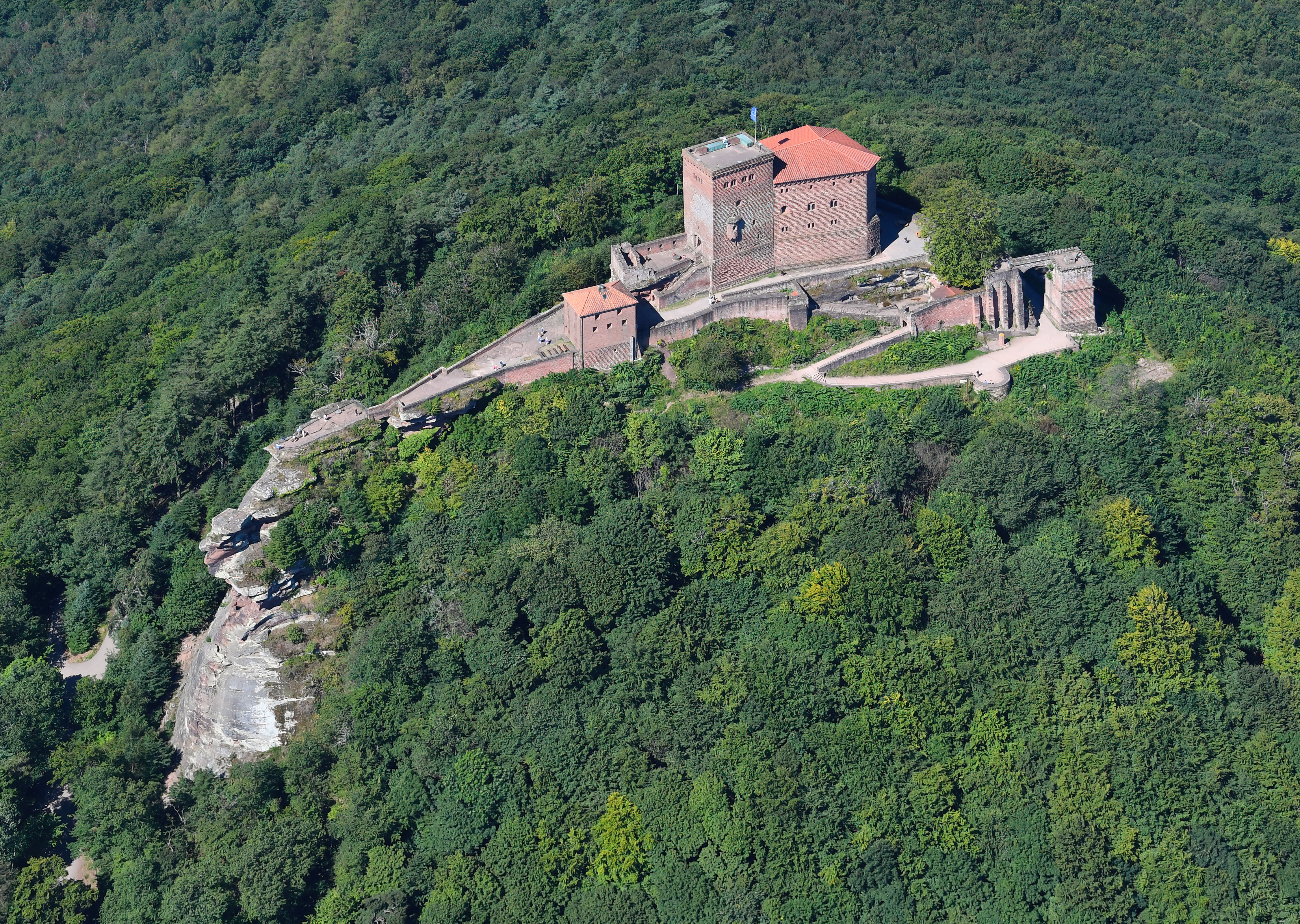
Reichsburg Trifels
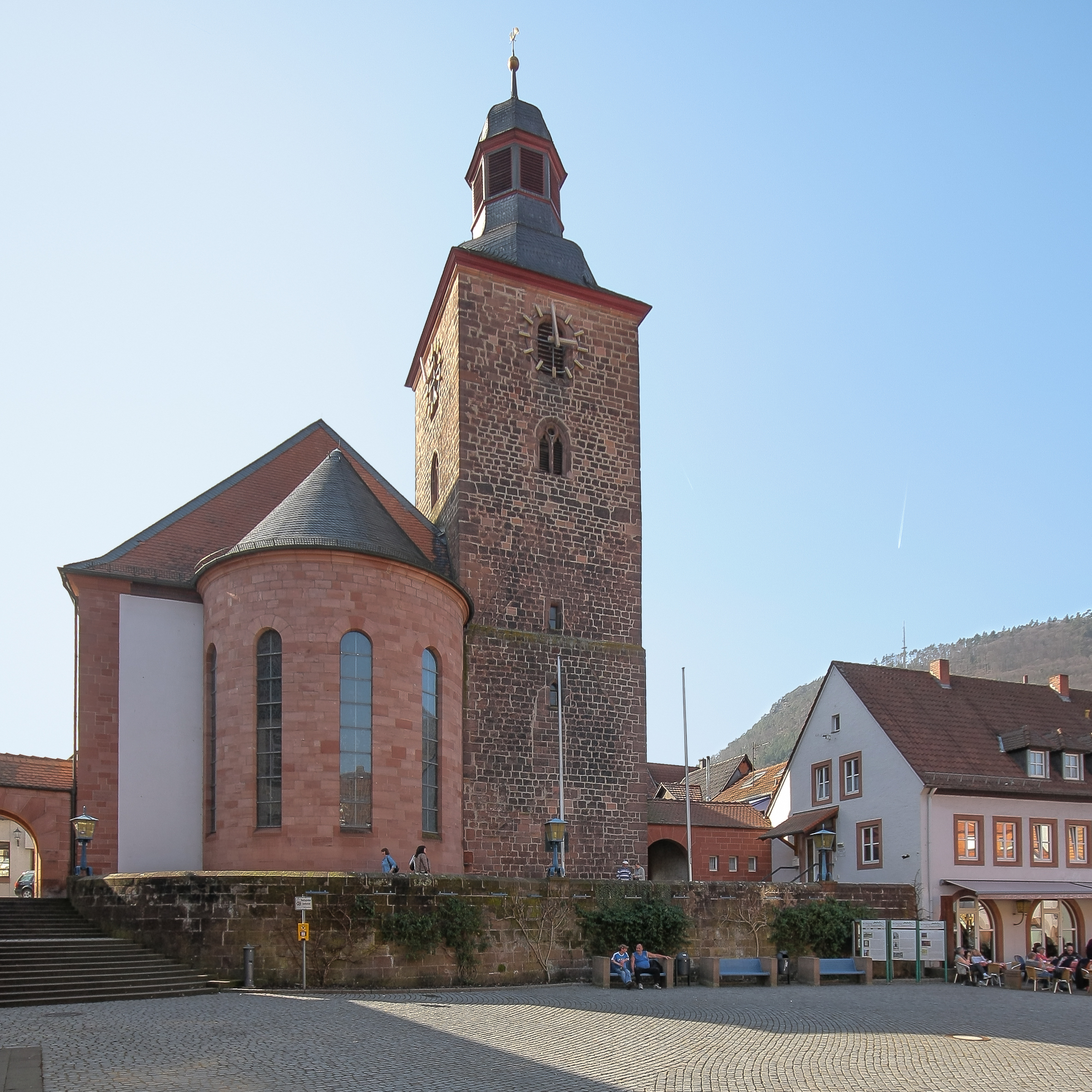
Biserica protestantă
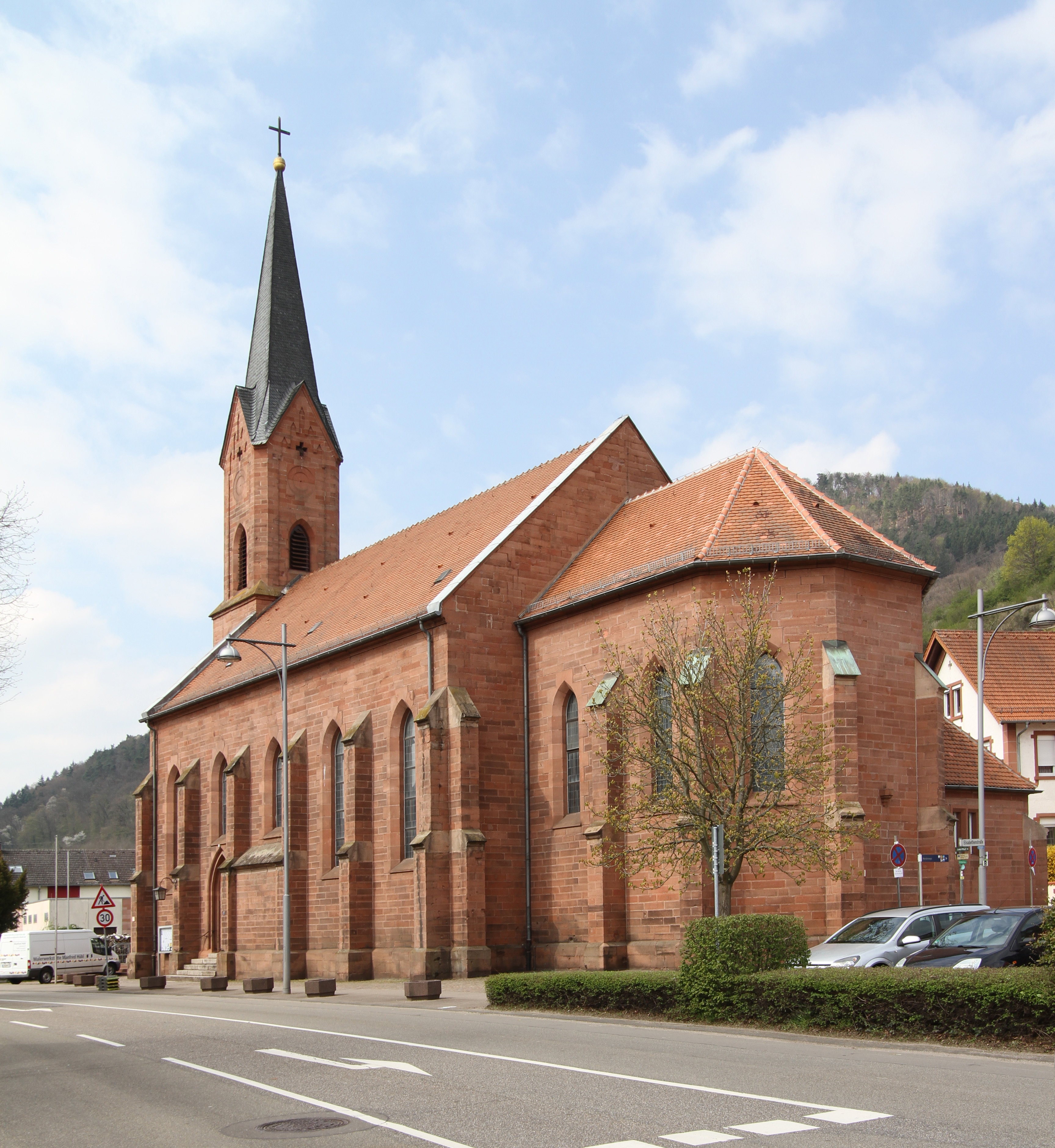
Biserica catolică Sf. Iosif
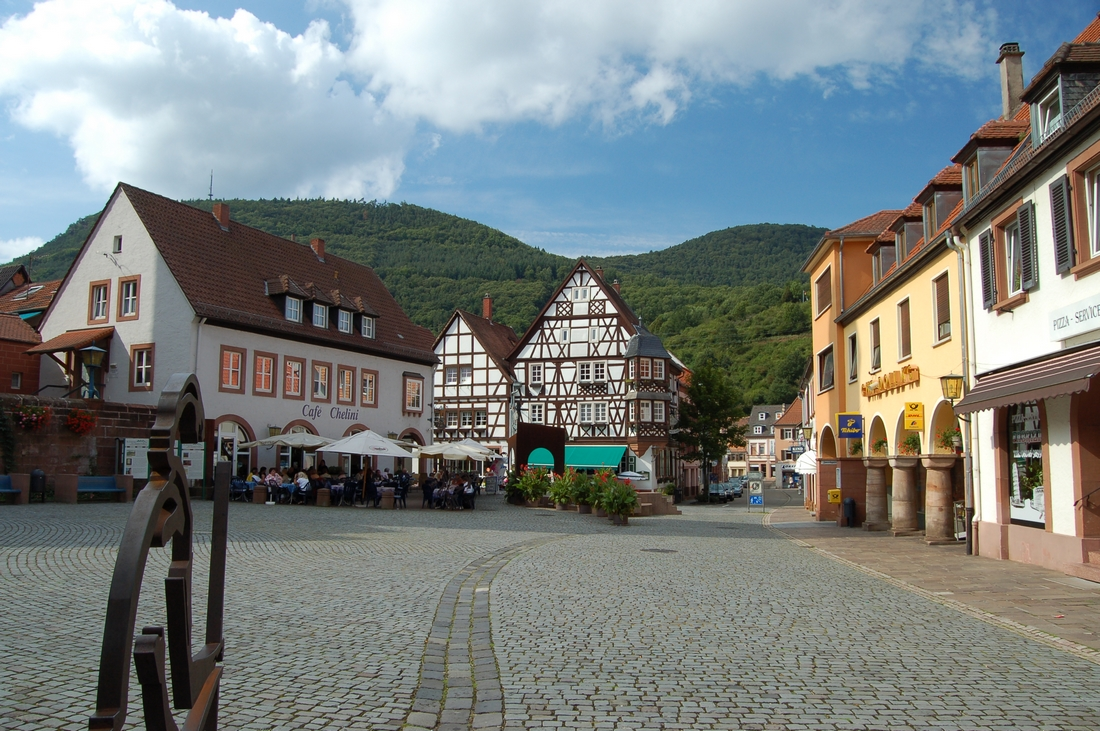
Piața
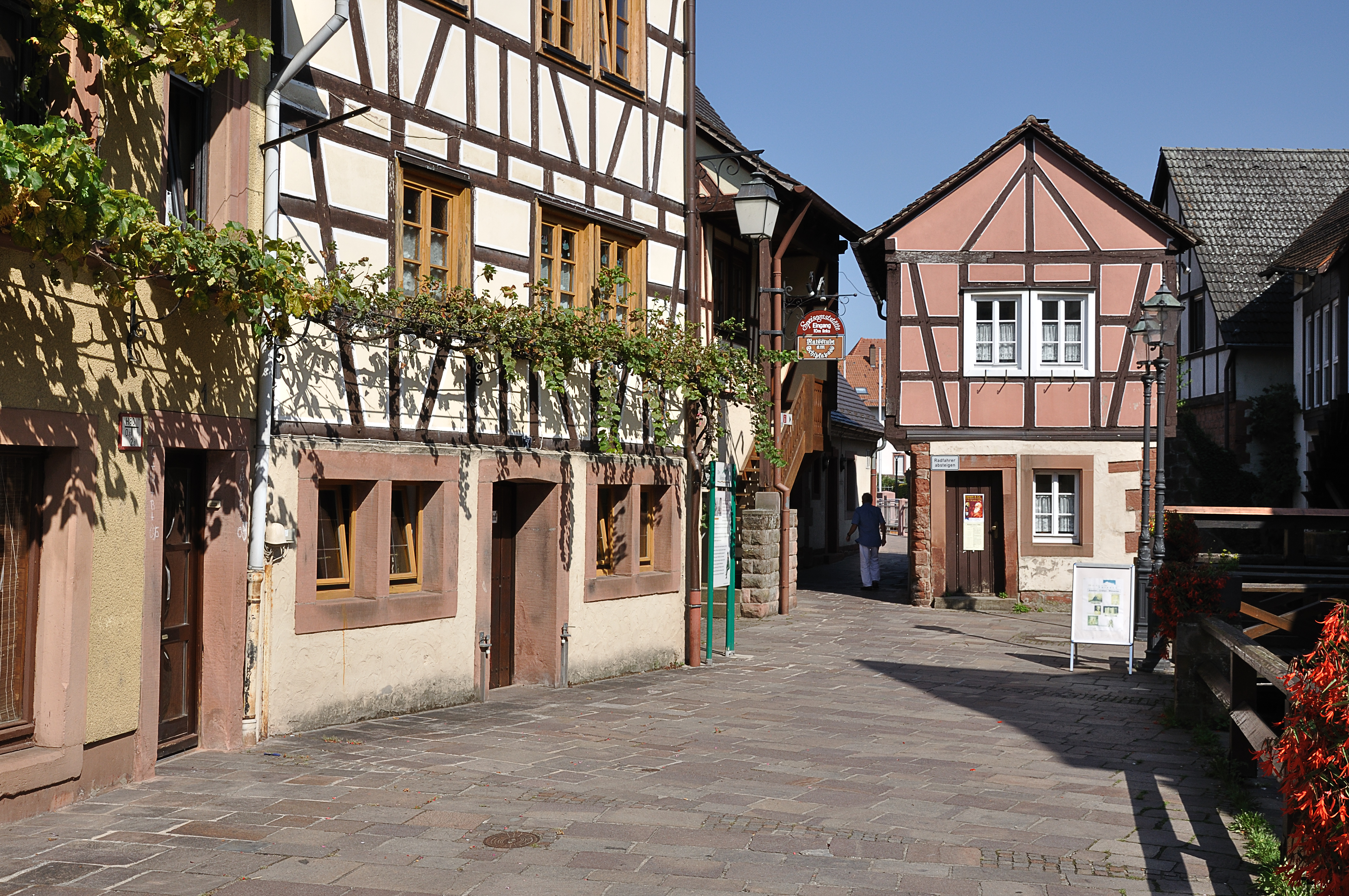
„Schipkapass”

### Evenimente regulate
În anul 2005 s-a organizat pentru prima dată în centrul istoric, festivalul Richard-Löwenherz, un „spectacol medieval cu cavaleri, jongleri, nobili și menestreli“, care are peste 10.000 de vizitatori.
Alte evenimente regulate includ vara culturală (Kultursommer), concertele din piața primăriei și în zona parcului orasului, sărbătoarea Keschdefescht în luna octombrie a fiecărui an precum și piața de Crăciun (Weihnachtsmarkt).
În Sala Tronului (Kaisersaal) a castelului Trifels au loc concerte Trifels-Serenaden.

## Economie și infrastructură

### Economie

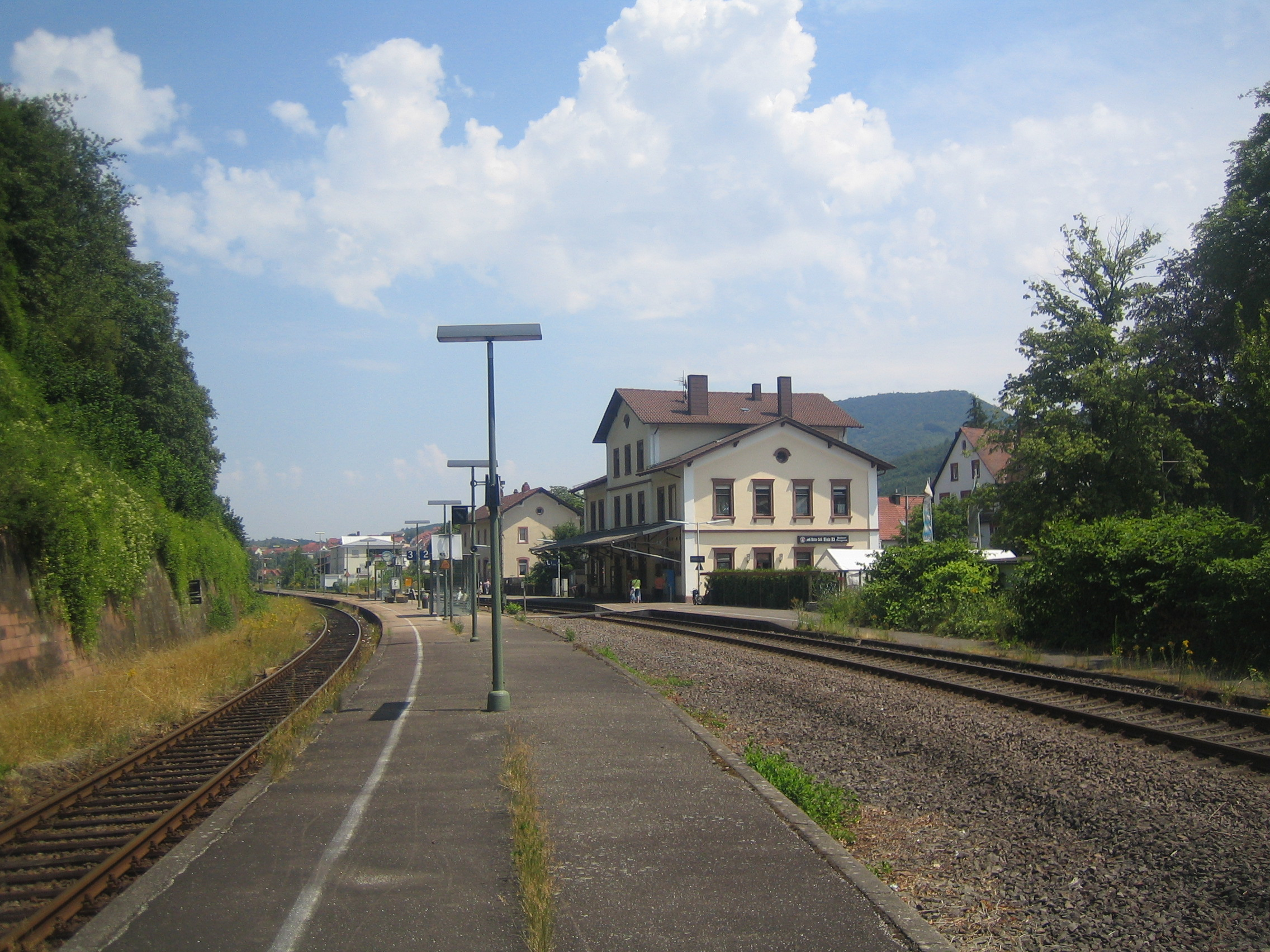
Gara Annweiler am Trifels

Cel mai mare angajator în Annweiler este fabrica de carton „Buchmann”. Ea produce - în principal, din hârtie reciclată - material pentru ambalaje, în special în industria bunurilor de larg consum. Compania Stabila oferă instrumente de măsură de precizie. Există, de asemenea, furnizorii în industria automobilistică.

### Transport
Annweiler este accesibil prin drumul B 10 (Landau in der Pfalz–Pirmasens), care face legătura la Landau-Nord cu A 65 (Ludwigshafen am Rhein–Karlsruhe). Din Annweiler, B 10 trece prin patru tuneluri în direcția Pirmasens (la est la vest: „Barbarossatunnel”, „Löwenherztunnel”, „Staufertunnel” și „Kostenfelstunnel”). De asemenea, B 48 (Bingen–Bad Bergzabern) leagă Annweiler cu rețeaua de drumuri naționale.
Conexiunea la rețeaua feroviară Landau-Rohrbach este asigură de gara principală „Bahnhof Annweiler am Trifels” și de halta „Annweiler-Sarnstall”.

### Educație
Annweiler dispune de o școală primară și un gimnaziu. Mai mult decât atât, există o școală pentru persoanele cu handicap și o școală profesională. „Trifels-Gymnasium” se află sub sponsorizare bisericii, aceasta este parțial organizat ca o școală internat. În Annweiler este sediul editurii „Sonnenberg” (Sonnenberg Verlag).

### Religii
La sfârșitul anului 2013, 37,5% din totalul locuitorilor erau protestanți și 37,0% catolici. Ceilalți aparțineau altor religii sau nu au avut nici o religie.